# Jacques Solness
Pour les articles homonymes, voir Buchez.
Ne doit pas être confondu avec Jacques Antoine.
Jacques Solness (de son véritable nom Jacques Buchez) est un présentateur, créateur et producteur de télévision français né le 30 septembre 1925 à Paris et mort le 24 avril 2010 dans la même ville.

## Biographie

### Famille
Jacques Solness est l'époux de l’écrivain Marie-Thérèse Cuny et le beau-frère du réalisateur Jean-Pierre Cuny.

## Créateur d'émissions animées
- 1965-1968 : Le Palmarès des chansons[2]
- 1969-1974 : Le Schmilblic[3] (ORTF)
- 1969-1981 : Le Francophonissime
- 1975-1987 : Les Petits Papiers de Noël
- 1976-1987 : Les Jeux de 20 heures (FR3)